# WE 3
WE 3는 2005년 7월 28일 발매되었으며, 투니버스가 발매한 세 번째 앨범이다.
기존 앨범들과는 달리, 기성 가수들의 참여가 두드러진 앨범이다. 이 앨범 이후 투니버스에서는 주제가 제작에 많은 기성가수를 섭외하게 된다.
2009년 4월 현재 공식적으로 절판되었다.

## 수록곡
1. 활주
  - 나루토 여는 노래
  - 노래 : 민경훈(Buzz)
  - 작사 : 장동준
  - 작곡, 편곡 : 이세형
  - 녹음/믹싱 : 김지현, 이진원
  - 제작 : 신희원
  - 녹음실 : EOenter Studio
2. 카누를 타고 파라다이스에 갈 때
  - 정글은 언제나 맑은 뒤 흐림 닫는 노래[1]
  - 노래 : 박혜경
  - 작사 : 신동식
  - 작곡, 편곡 : 이창희
  - 일렉트릭기타 : 이종교
  - 베이스 : 윤종부
  - 드럼 : 엄주문
  - 피아노 : 이주영
  - 어쿠스틱기타, 코러스 : 이창희
  - 녹음 : 전수민
  - 믹싱 : 박찬민
  - 녹음실 : M&F Studio
3. 승리의 약속
  - 파워레인저 다이노썬더 여는 노래
  - 노래 : 유정석
  - 작,편곡 : 박정식
  - 작사 : 신동식
  - 믹싱 : 이필호
  - 녹음실 : ZZ TOP
  - 마스터링 : 최진기
4. 혼자 가지마
  - 기동무투전 G 건담 닫는 노래
  - 노래 : 러브홀릭
  - 작사 : 신동식
  - 작곡, 편곡 : 이창희
  - 믹싱 : 박찬민
  - 녹음실 : M&F Studio
5. 나의 마음을 담아
  - 달빛천사 여는 노래
  - 노래 : 이용신
  - 작사 : 신동식
  - 작곡, 편곡 : 이창희
  - 노래 : 이용신 (루나 역)
  - 믹싱 : 박찬민
  - 녹음실 : M&F Studio
6. 나나나
  - 고스트 바둑왕 닫는 노래
  - 노래 : 나창현
  - 작사 : 신동식
  - 작곡, 편곡 : 박정식
  - 녹음 : 황수민
  - 믹싱 : 이필호
  - 녹음실 : 해바라기 녹음실
7. 사랑의 구조신호
  - 꼬마마법사 레미 비바체 주제가[2]
  - 노래 : Tori
  - 작사 : 신동식
  - 작곡 : 이창희
  - 녹음 : 전수민
  - 믹스 : 박찬민
  - 기타 : 샘 리
  - 녹음실 : M&F
8. 기억해 줘
  - 탐정학원 Q 두 번째 여는 노래
  - 노래 : 이영미
  - 작사 : 신동식
  - 작곡, 편곡 : 이창희
  - 노래 : 이영미
  - 믹싱 : 박찬민
  - 마스터링 : 하정수
  - 녹음실 : M&F Studio
9. 나에게로의 행로
  - 포춘독 여는 노래
  - 노래 : 김현아, 이용민
  - 작사 : 장동준
  - 작곡, 편곡 : 이용민
  - 노래 : 김현아, 이용민
10. 질풍가도(疾風街道)
  - 쾌걸 근육맨 2세 여는 노래
  - 노래 : 유정석
  - 작사 : 신동식
  - 작곡, 편곡 : 박정식
  - 코러스 : 김국찬
  - 기타 : Tommy 김
  - 베이스 : 이태윤
  - 드럼 : 김선중
  - 오르간 : 최태완
  - 녹음실 : Z.Z TOP
  - 엔지니어 : 이필호
11. 너는 내게...
  - 나루토 닫는 노래
  - 노래 : Tori
  - 작사 : 신동식
  - 작곡, 편곡 : 이창희
  - 녹음 : 전수민
  - 믹싱 : 박찬민
  - 녹음실 : M&F Studio
12. 모여라
  - Go Go 다섯 쌍둥이 주제가
  - 노래 : 양정화, 이자명, 이계윤, 김선혜, 여민정
  - 작사 : 신동식
  - 작곡, 편곡 : 이창희
13. 수호자
  - 파워레인저 레스큐 주제가
  - 노래 : Lake Park (송봉조)
14. 천사와 고공비행
  - 피타텐 여는 노래
  - 노래 : 이용신
  - 작사 : 신동식
  - 작곡, 편곡 : 이창희
  - 믹싱 : 박찬민
  - 녹음실 : M&F Studio
15. 약속의 별
  - 트윈 스피카 여는 노래
  - 노래 : 정여진
  - 작곡 : 이창희
  - 작사 : 신동식
  - 편곡 : 이종교
  - 엔지니어 : 노광준
  - 녹음실 : TOTO Sound
16. 저 하늘을 봐
  - 황당용사 욜라세다 - 정들면 고향 코스모스 빌라 여는 노래
  - 노래 : 남기용
  - 작사 : 신동식
  - 작곡, 편곡 : 박정식
  - 노래 : 남기용
  - 녹음 : 황수민
  - 믹싱 : 이필호
  - 마스터링 : 김세광

## 앨범에 관하여
2004년 일본문화개방이 실시되면서 일본애니메이션 주제가에 대한 일본제작사의 관여가 시작됐다. 이로 인해 기동아 부탁해의 주제가인 '유년시대'가 WE3에 실리지 못했다. 같은 이유로 '카누를 타고 파라다이스에 갈 때'도 실리지 못할 뻔했으나,  음반에서 아예 ‘애니메이션 작품 제목’을 빼고 노래 제목만 수록하는 선에서 넘어가게 됐다.
한편, 이 이후 투니버스는 앨범 제작을 중단하고, 디지털 싱글로 주제가를 선보이기 시작한다.